# Бјеловјешки споразум
Споразум о успостављању Заједнице независних држава, познатији по неформалном називу Бјеловјешки споразум, јесте споразум којим је озваничен прекид постојања Совјетског Савеза као државе. Потписан је 8. децембра 1991. године на ловачком имању Вискули у Бјеловјешкој шуми у Белорусији од стране 3 од 4 земаља које су 1922. основале Совјетски Савез: Русије, Белорусије, и Украјине (бивша Закавкаска СФСР није имала представника овде). 
Споразум је озваничио прекид постојања СССР као "субјекта међународног права и геополитичке стварности", и најављено је формирање Заједнице независних држава. Потписали су га шефови држава и влада сваке од 3 република потписница: Станислав Шушкевич и Вјачеслав Кебич у име Белорусије, Борис Јељцин и Генадиј Бурбулис у име Русије, и Леонид Кравчук и Витолд Фокин у име Украјине. По потписивању је Шушкевич најавио да је управо потписано оснивање заједнице тих трију независних држава.
Оригинални документ је у неком тренутку нестао. По потписивању су Јељцин, Кравчук и Шушкевич добили по једну званичну копију документа, док је оригинал требао да се чува у архивама министарства спољних послова Белорусије. По мишљењу бившег секретара Заједнице независних држава Ивана Коротченије, неки виши званичник га је сакрио у архивама због његовог изузетног значаја у то време, а нико није хтео да буде одговоран за његово потписивање. По Шушкевичу га је неко присвојио за себе, јер је значај документа велики, и може само да порасте са временом. Упутио је новинаре ка Пјотру Кравченку, бившем министру спољних послова Белорусије, који се својевремено хвалио како има сваки нацрт о том споразуму, и да о њему пише књигу. На питање новинара о томе, Кравченко је одбио да прокоментарише нешто о локацији оригинала. Званичник Заједнице независних држава је рекао за РИА новости да, без обзира на нестанак оригинала, свака од три овлашћене копије има исту правну јачину као и оригинал, па његов нестанак нема правне последице.